# Rabīʿ ath-thānī
Der Rabīʿ ath-thānī (arabisch ربيع الثاني, DMG Rabīʿ aṯ-ṯānī), auch Rabiʿ al-achir (ربيع الآخر, DMG Rabīʿ al-āḫir) oder Rabiʿ II., ist der vierte Monat des islamischen Kalenders.

## Bedeutung
Rabiʿ ath-thani bedeutet „zweiter Monat des Frühlings“; der Name stammt aus der Zeit, als der Kalender ein solarer war. Im Rabiʿ ath-thani gibt es kein für alle Muslime gültiges Fest – in Kairo wird am vierten Tag des Monats die Geburt Husains gefeiert. Der Monatselfte ist innerhalb der Qadiriyya der Gedenktag des Tariqa-Gründers Abd al-Qadir al-Dschilani; im Sindhi trägt der gesamte Monat hiervon abgeleitet die Bezeichnung Yarhin („elf“).
Der erste und der elfte Tag des Monats gelten für manche als negative Tage.